# Angolesos a l'Argentina
Els angolesos a l'Argentina són una fracció de la població de l'Argentina arribada en moviments migratoris des d'Angola. La gran majoria dels angolesos van arribar com a esclaus durant la colònia espanyola entre els segles XVI a XIX. Actualment, els afroargentins són el 2% de la població argentina, la major part d'ells posseeixen ascendència parcial d'Angola.

## Història
Des del segle XV es van exportar grups d'esclaus africans al territori de l'actual Argentina. Des del segle xvi, la majoria dels africans portats a l'Argentina pertanyia a grups ètnics que parlen llengües bantus, procedents dels territoris que comprenen l'actual República del Congo, la República Democràtica del Congo, Angola i Moçambic. Molts d'aquests esclaus van ser comprats a Brasil, país on la majoria dels esclaus provenien d'aquests països, sobretot d'Angola.
Entre 1780 i 1777 van arribar almenys 40.000 esclaus a la regió del riu de la Plata, mentre que entre aquesta última data i 1812, quan es va interrompre el tràfic, uns 70.000 van ser desembarcats a Buenos Aires i Montevideo. El 22 per cent dels quals va arribar directament d'Àfrica provinents del Congo i Angola. Encara que alguns d'ells van morir en els vaixells.
Dels quatre ports d'Àfrica central i occidental on es van enviar esclaus, Loango, Cabinda, Luanda i Benguela, les últimes tres pertanyen avui a Angola. A més, així es van nomenar diversos grups d'esclaus en la colònia rioplatenca (la de Benguela, la de Cabinda, etc.). Aquests esclaus van ser venuts en els ports, alguns estaven allí i els altres van ser enviats a l'interior, a Córdoba, San Miguel de Tucumán i Salta on van ser presentats els mercats. Els esclaus treballaven en granges i ranxos, van ser emprats en el servei domèstic de les famílies riques de les ciutats, o com a treballadors de fleques, molins, fàbriques de maons i tallers d'artesans. Uns altres van ser contractats com a jornalers, guanyant un sou i l'hi donen als seus amos. Això els va permetre estalviar diners en tractar d'accedir pel cap alt buscat durant tota la seva vida: la llibertat. Alguns podien "comprar-li-ho als seus amos" o l'obtenien en envellir.
Després de la Revolució de Maig en 1810 es va prohibir el comerç d'esclaus i després es va sancionar la llibertat de ventres, però no es va abolir l'esclavitud. Amb la Guerra de la Independència Argentina, als homes esclaus que ingressin a l'exèrcit tenien la promesa d'acabar lliures en acabar el servei. La seva participació va ser molt important, especialment en l'Exèrcit dels Andes, on van constituir el gruix de la infanteria. Això va significar que molts angolesos van ser fonamentals per assegurar la independència de la futura Argentina. En el període colonial, els negres lliures es van reunir en "nacions" que agrupaven les persones que havien estat capturades a la mateixa regió. A Buenos Aires sobresortien els esclaus del Congo i Angola. Es reunien els diumenges en espais anomenats "contenedores" o "tangos", on feien balls. Després de la independència van ser reemplaçats per "Societats Africanes", controlades per l'Estat, que va recaptar fons per comprar la llibertat dels esclaus, atorgaven préstecs, organitzaven misses per als avantpassats i realitzaven danses que recreaven els llaços de la comunitat. Entre aquestes societats, les de Benguela, Angola i Cabinda tenien origen angolès.

## Notables argentins descendents d'angolesos
- Fidel Nadal, músic.
- Juan Bautista Cabral, soldat que assistí a José de San Martín.
- Lorenzo Barcala, militar.
- Gabino Ezeiza, músic.
- Amílcar Nadal, artista.